# Namibias damlandslag i volleyboll
Namibias damlandslag representerar Namibia i volleyboll på damsidan. Laget har deltagit i kvalen till VM 2002 och 2014.